# Chauna chavaria
Chauna chavaria е вид птица от семейство Anhimidae. Видът е почти застрашен от изчезване.

## Разпространение
Разпространен е в Колумбия и Венецуела.